# 黑相集：棉蘭號
《黑相集：棉蘭號》是Supermassive Games開發、万代南梦宫娱乐發行的交互式叙事生存恐怖游戏，也是黑相集系列首作。遊戲取材自幽靈船棉兰号，講述主角五人在出海探險時遭人綁架，在被迫登上棉蘭號後，嘗試逃離綁匪與自救。遊戲以大量過場動畫講述故事，其中穿插着需要玩家作出決定的對話選項。玩家的選擇會改變故事軌跡與角色關係，更甚會導致他們永久死亡。 
Supermassive Games曾在2015年推出同類型遊戲《直到黎明》，備受玩家和評論家青睞。正因如此，公司決定打鐵趁熱，創作黑相集系列，並以《棉蘭號》打頭炮。遊戲採取固定視角鏡頭，玩家須控制主角探索場景，與不同物體互動，從而觸發劇情。另一方面，遊戲設有快速反应事件，玩家需在時限內根據指示輸入指令。除了單人模式外，遊戲也設有兩種多人模式，一種容許最多兩名玩家合作，另一則允許多達五名玩家遊玩，但後者必須輪流在同一台設備上進行遊戲。遊戲靈感除了來自幽靈船本身，也有些源於《嚇破膽》和《恐怖游轮》等恐怖電影。
2019年8月30日，遊戲於Microsoft Windows、PlayStation 4、Xbox One平台上推出。而在2022年和2023年，遊戲也先後登陸PlayStation 5、Xbox Series X/S、任天堂Switch。遊戲推出後評價褒貶不一，評論家對多人模式和重玩價值讚譽有加，但也有部分批評劇情平淡、恐怖效果老套，核心玩法與《直到黎明》過於相似。系列續作《黑相集：稀望鎮》於2020年發行。

## 玩法
《黑相集：棉蘭號》是款以第三人稱為視角的生存恐怖游戏。玩家須控制被困在幽靈船「棉蘭號」內的五名角色，他們在出海探險時遭漁民綁架，後因巨型風暴而被迫與漁民一同登船。玩家在每個場景都會控制一個角色探索周遭。遊戲採取固定視角鏡頭，遊戲場景主要是筆直的船艙走廊，但也設有一些可供探索的艙房；當玩家引導角色進入房間後，鏡頭便會切換到房間內部。探索期間，玩家可以控制角色與不同物體互動，例如備忘錄或紙條，從而觸發劇情，並讓角色逐步揭開真相。玩家角色也有機會在探索時發現不同畫作，與其互動後，管理員便會向玩家提供線索，例如是可能或將要發生的重要事件，或者某個可玩角色生死攸關的片段。

角色交談時，對話選項會以文字輪盤「道德羅盤」呈現。在圖中，左邊帶有心臟圖案的回答屬感性，右方帶有大腦圖案的回答屬理性，中間則為「不發一語」選項

遊戲有着大量過場動畫講述故事，其中穿插着需要玩家作出決定的對話選項，這些選項繼而影響劇情走向以及角色之間的關係，甚至令當前操縱的角色性格出現變化。對話選項會以名為「道德羅盤」的文字輪盤呈現，玩家須在時限內作出抉擇，角色的回答大致可分為「感性」和「理性」兩種，但玩家亦可以選擇中間的「不發一語」選項。如果玩家善待同伴，雙方的關係便會有所提昇，一旦遇上危機對方會伸出援手；若然雙方關係變差，對方有可能在危急關頭拋棄玩家。另一方面，遊戲設有快速反应事件，玩家須在限時內根據指示，按下特定按鈕來觸發玩家角色的動作，或將游標移到某個區域並按下按鈕來執行某些動作。例如，遊戲會要求玩家角色在緊張的情況下保持冷靜，此時玩家便需要根據角色的心跳及時按下按鈕，以免驚慌失措。一旦玩家於快速反應事件操作失誤，可能會招致主角永久死亡等懲罰。無論成功與否，該事件都會觸發分支劇情，並融入至整個故事之中。遊戲內的蝴蝶效应經由「影響」來體現；這項機制會以選單形式，追蹤並記錄玩家在遊戲中八個主要轉折點的選擇和行動。
遊戲設有兩種多人模式。「共享故事」（Shared Story）模式容許最多兩名玩家合作遊玩遊戲。每名玩家須控制不同角色，單獨或共同探索各場景。當角色匯合後，他們會交流自己的發現並推進劇情。「電影之夜」（Movie Night）模式則允許多達五名玩家遊玩，但他們必須輪流在同一台家用遊戲機或電腦上進行遊戲。在此模式中，玩家可以自定義名稱，並決定自己負責的角色。遊戲會不時出現提示，讓當前正在遊玩的玩家把遊戲手柄交給下一位玩家，以便他人可以繼續控制其角色。每位玩家的決策都會影響到所有玩家的存活。

## 故事
1947年，一艘美國軍艦停靠在滿洲某個港口裝載貨物。兩名士兵喬和查理在起航前，前往附近的市場買醉。回到船上後，他們分別被長官送進病房和禁閉室。夜晚，軍艦遭遇猛烈風暴，閃電穿透船身，擊中艙內貨物，導致某種氣體外洩，並慢慢蔓延至整艘船。喬和查理聽到艙外的槍聲後醒來，兩人開始探索船隻，路上發現不少面帶驚恐的屍體。兩人在前往貨艙時分開，到達後均看到對方已經身亡，然後遭遇可怕的生物並遇害。最終所有船員悉數死亡，船艦在海上漂流。
時間來到21世紀，艾力克斯、布萊德、茱莉亞、康瑞德、菲莉絲乘坐船隻「米蘭公爵號」前往法屬玻里尼西亞外海，打撈二戰戰機的殘骸。在找到確實位置後，艾力克斯和茱莉亞決定下水，並在探索時找到一份文件。與此同時，船上的人等待期間，突然遭漁船撞擊。漁民要求賠償，康瑞德卻把錢丟進水裡，藉以嘲弄對方，最後對方憤怒地離去。晚上，五人討論艾力克斯和茱莉亞帶回來的文件，上面寫着「滿洲黃金」和一串座標。在眾人睡覺休息時，三名心生不忿的漁民摸黑登船。歐森、朱尼爾、丹尼控制了四人，只有布萊德設法躲了起來。被困船艙的康瑞德、艾力克斯、茱莉亞商量反擊對方，或乘坐快艇逃跑並尋求他人幫助。歐森等人在船上搜索期間，發現那份關於「滿洲黃金」的文件。他們決定朝着座標出發，卻發現了失蹤已久的軍艦「棉蘭號」。
歐森他們強迫艾力克斯等人一同登上「棉蘭號」。為免艾力克斯等人逃逸，歐森事前取走了「米蘭公爵號」的分電器蓋，即使他們逃回船上也無法啟動之。歐森三人把艾力克斯等人鎖在空房間，接着便探索「棉蘭號」。艾力克斯等人不久便脫困，並找到分電器蓋。但是，當菲莉絲試圖取回時，卻被丹尼阻止並制服。菲莉絲和丹尼在探索期間，後者因被船上的詭異嚇倒而脫隊，菲莉絲繼續探索，並在貨艙與布萊德重聚。艾力克斯三人則為了追尋菲莉絲，而進入主甲板探索。匯合後，眾人交流自己遇到的怪事，同時決定前往無線電室聯繫軍方，但無線電因電力中斷而停止運作。為了恢復電力，其中兩人前往下層甲板啟動發電機。途中，兩人發現有關「滿洲黃金」的文件，稱它是種化學武器，會令人出現嚴重且迫真的幻覺。重啟發電機後，兩人離開輪機室，卻遇到出現幻覺的歐森。二人逃離後又遇到受幻覺折磨的朱尼爾，最終後者開槍自盡。
聽到槍聲後，留守在無線電室的人前往下層甲板檢查，途中遇到手持分電器蓋的歐森。重奪分電器蓋後，眾人在露天甲板再度匯合，並乘坐「米蘭公爵號」離開。接着，眾人會細說自己在船上的經歷。

## 開發
《黑相集：棉蘭號》由Supermassive Games開發；電子遊戲製作人皮特·薩繆爾斯（Pete Samuels）估算，由故事構思、遊戲設計、開發、至後期製作和編輯，所有工序大概需時六個月。該公司曾在2015年推出交互式叙事恐怖遊戲《直到黎明》，其普遍受到評論家的好評，銷量也超出公司預期。公司意識到這種遊戲模式有一定市場，也希望從自己的角度為粉絲服務，於是決定創作黑相集系列，並以《棉蘭號》打頭炮。另一方面，《直到黎明》推出後受到不少直播主青睞，他們在YouTube或Twitch等影片分享網站進行遊戲直播，親歷其中。公司事前對串流媒體社群未有深入瞭解，後驚異於社群反應，還認為其能將遊戲推向大眾，於是訂立了一個重要方向：確保遊戲內容適合串流媒體播放，能夠吸引觀眾。

### 故事和機制
《棉蘭號》的故事背景來自真實存在的同名鬼船；其中一則傳說稱該船被美國政府徵用，但在航行途中遭遇風暴，然後發生一些事情，以致船員在神秘的情況下悉數身亡，自此它便在南太平洋上漂浮。遊戲也有部分靈感來自《嚇破膽》和《恐怖游轮》等恐怖電影，開發團隊稱「其中的孤立感、被困在一個地方而無法逃脫」的關鍵元素對於整個故事來說至關重要。遊戲製作人湯姆·希頓（Tom Heaton）稱，遊戲故事其實源於「水手們知道的海洋傳說」。希頓認為，只有確立起點，團隊才能充實遊戲世界，弄清楚故事中的角色是什麼樣，以及他們將如何與那個世界互動。團隊會利用環境敘事來充實遊戲世界，讓玩家搜集各類關於背景故事資訊的線索，探究事件真相。Supermassive Games的行銷總監表示，黑相集系列遊戲的故事全都蘊含着現實世界的元素，包括事實、虛構、神話、傳說，這個設計也為玩家提供引子，驅使他們在現實世界探尋該故事的相關資訊。
在遊戲內容和可玩性方面，雖然遊戲時長短於公司上一部作品《直到黎明》，但開發團隊增加了分支路徑的數量和變化。團隊甚至開發內部工具來追蹤玩家的行動、對話、抉擇，把遊戲路線做成圖表並追蹤所有分支，以確保長、中、短期分支與其後果互相交融。玩家每次採取某種決定，都會導致劇情進入分支，而且會產生不可預測的後果。這些分支有時候是小分支，但有時候會開啟全新的敘事路線，或者導致主要角色死亡。希頓表示，如果單純給予玩家有着明顯好處和壞處的選項，玩家能夠很快地做出決定；但是，遊戲內的每一個選項都有好有壞，玩家必須承擔風險來探索未知的遊戲世界。這種設計一方面能確保玩家獲得嚴謹而獨特的體驗，另一方面又能告訴玩家，遊戲並沒有忽視玩家的聲音、玩家所做的事情也很重要。但同時間，追蹤所有分支是艱巨的挑戰，團隊必須追蹤大量數據。

### 角色表演捕捉

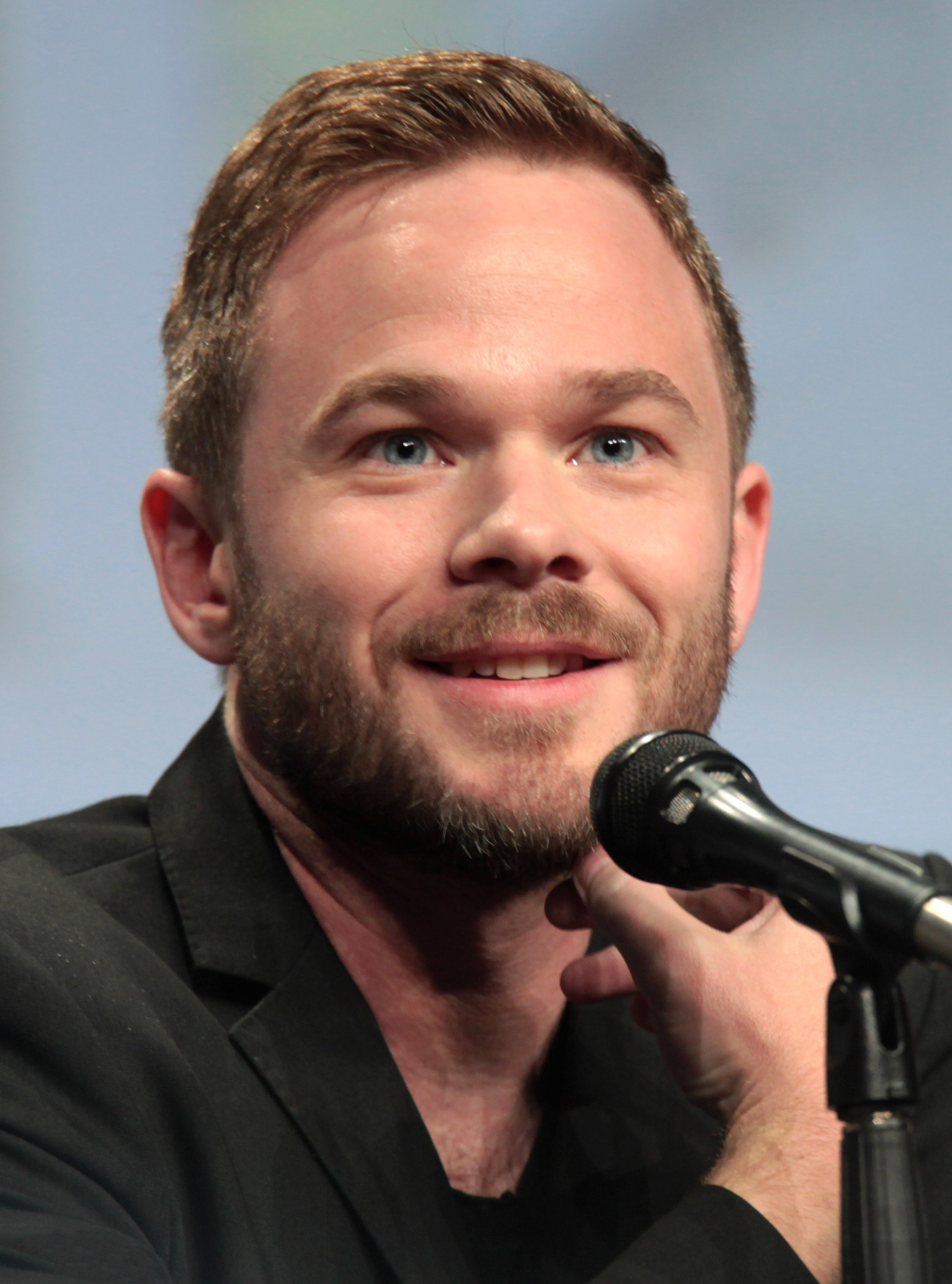
演員肖恩·阿什莫，飾演主角之一康拉德，即遊戲封面人物

《棉蘭號》設有五位主角——艾力克斯、布萊德、茱莉亞、康瑞德、菲莉絲，其臉部动作捕捉和配音分別由演員卡里姆·阿萊恩（Kareem Alleyne）、克里斯·桑迪福德、阿里爾·帕利克（Arielle Palik）、肖恩·阿什莫、阿伊莎·伊薩負責。Supermassive Games與臉部動畫服務公司Cubic Motion合作，拍攝記錄演員的動作。為了在遊戲內盡量重現演員的表演，Cubic Motion在拍攝時使用了超高清鏡頭，Supermassive Games在開發時也未有壓縮相關資料，確保臉部動畫逼真。設計和技術總監斯蒂芬·戈斯（Steve Goss）表示，演員表現出來的緊張和恐懼，能夠令玩家相信遊戲角色也感受到這種驚駭。拍攝期間，團隊會在現場配備遊戲劇本、情緒板以及每個場景的完整故事板，以便演員充分了解環境、節奏等。為了讓角色在船上的行為更自然、貼近真實，開發團隊嘗試了諸多動作捕捉技巧，例如利用可移動的地板來模擬船隻搖擺，並讓演員站在地板上表演。此外，由於故事有着無數分支、對白數量繁多，因此團隊在現場設立提字器，以提升拍攝效率。最後，團隊會把演員的臉部和聲音，以及特技演員的身體表演，在虚幻引擎內合二為一。縱使《黑相集》每部遊戲的人物、場景、故事都不同，管理員卻是貫穿其中的固定角色，甚至在整個系列中有着自己的故事。該角色的動作捕捉和配音由演員皮普·托倫斯負責，但外貌是以另一演員托尼·潘庫爾斯特（Tony Pankhurst）為原型。

### 場景設計和氛圍
遊戲不少重要場景都在海洋上發生，但實際上海洋模擬很難透過实时计算机图形來完成。為此，團隊設計了能夠模擬海面的系統，既可產生風平浪靜的狀態，又可生成在暴風雨影響下的各種情景。另外，這個系統可以辨識物體在水中流動的位置，並在其周邊產生泡沫，以及產生船隻尾波等等。針對水下場景設計，團隊參考了不同遊戲、電影、電視劇，甚至在游泳池模擬水中打鬥場景。而在設計幽靈船時，開發團隊表明很難想像在海上漂流多年的船隻外觀會變成怎樣，因此他們只能研究船隻如何老化、遭腐蝕、生銹，再將這些元素誇大，以創作合適的船隻。遊戲鏡頭亦會隨着場景過渡而有所改變：藝術總監羅伯特·克雷格（Robert Craig）稱，隨着遊戲進入暴風雨場景，鏡頭便會從一開始的平靜、穩定，轉為手持攝影感，一方面想藉以強調暴風雨的影響，另一方面又能讓玩家感到「有位無形參與者在跟隨角色拍攝」。
在氣氛營造方面，遊戲製作人李·羅賓遜（Lee Robinson）將幽靈船比作地牢，配上鐵鍊、煙霧等元素，希望玩家在探索幽靈船時感到陰森、寒冷，又抱着不知拐角處會出現什麼的恐懼，伴隨深入探索來加強他們的不安情緒。開發團隊會在場景中放置一些能吸引玩家注意力的物品，例如當玩家操控角色在場景探索時，遊戲鏡頭會突然落在某些物品上，並製造效果吸引玩家靠近。希頓指，此設計旨在營造更緊張的氣氛，再在遊戲鏡頭限制玩家視野的配合下，能夠讓玩家感同身受，同時處於焦慮的狀態。開發團隊傾向在遊戲內緩慢地建立緊張感，而非過度依賴突發驚嚇。團隊又稱遊戲內的超自然恐怖受到《閃靈》、《陰兒房》等恐怖電影，以及入室盜竊類電影影響。

### 音樂
黑相集系列遊戲採用不同音樂風格和樂器，音效總監班尼·普拉特（Barney Pratt）表示這種做法能夠表現出時代、地方、人物、故事的獨特性。普拉特又稱，音樂風格的改變不僅對敘事有利，也能讓音效團隊和玩家保持新鮮感。遊戲配樂由作曲家傑森·格雷夫斯負責，所有曲目均採用3/4拍，以象徵海洋的波濤。系列遊戲在片頭和片尾字幕均會播放歌曲O Death，演繹風格不一，旨在讓曲目與敘事緊密搭配。
為了盡可能呈現幽靈船的聲效，開發團隊特意找到一艘年代相近的軍用艦艇，並在船上各處錄製各種聲音（如閂鎖聲、引擎聲、以及其他機械裝置的聲響），以便製作擬聲音效。團隊也錄下每個船艙的脈衝噪音，使得遊戲場景都有與實際船隻相同的環境殘響。而在製作潛水船音效方面，團隊則租了一艘與遊戲中潛水船大小相近的漁船，在船上各處設置多軌錄音機和收音麥克風，藉以不同角度來捕捉發動機的聲響、浪花濺到船上的聲音、風聲等。團隊在整理素材後，把它們整合至動態音訊系統，然後系統便會根據船隻的移動和天氣系統來套用合適的音效。

### 多人模式
公司上一部作品《直到黎明》屬於單人遊戲，但不少玩家會在聚會時與朋友一同體驗，並在角色切換時，把遊戲手柄傳遞給朋友，讓他人控制另一角色。薩繆爾斯宣稱，《直到黎明》推出後公司便收到很多這類反饋，這種創新的合作方式讓開發團隊印象深刻，也了解到多人模式在這類遊戲將會十分吃香，因此他們在初始設計時便決定製作多人模式。系列製作人丹·麥克唐納（Dan McDonald）把三五知己一起玩恐怖遊戲與觀看驚悚電影、體驗鬼屋相提並論，認為恐懼是種社交體驗，也是種共享的經驗，藉此團隊希望人們可以一同被嚇到、一同社交。在「共享故事」模式中，玩家可單獨或共同探索場景，經歷不同的體驗。此外，玩家在該模式中無法看到另一玩家的對話選項；希頓指這是個重要設計，可讓玩家在抉擇前聆聽另一玩家的建議。「電影之夜」模式則方便多位玩家輪流使用遊戲手柄操縱角色。在某些關鍵場景結束後，遊戲會顯示狀況摘要，反映各玩家的表現。

## 發行
2018年8月，遊戲開發商Supermassive Games聯同發行商万代南梦宫娱乐，在Gamescom遊戲展上宣佈推出電影式恐怖遊戲系列《黑相集》，並以《棉蘭號》打響頭炮，預計於2019年內發行。製作人薩繆爾斯表示，《黑相集》每部遊戲都是獨立作品，藉此製作團隊能夠透過全新的故事、場景、角色、演員陣容，創造獨特的恐怖體驗。他續稱，遊戲好比公司上一部作品《直到黎明》，玩家的決定以及對於恐怖情況的反應，將主宰角色生死。有別於屬PlayStation 4獨佔作品的《直到黎明》，《黑相集：棉蘭號》會登陸於Microsoft Windows、PlayStation 4、Xbox One平台。
2019年5月，Supermassive Games宣佈遊戲將於同年8月30日推出。遊戲提供預購獎勵——管理員剪輯版（The Curator' s Cut），但此功能也會於遊戲推出一段時間後向所有玩家開放。此模式容許玩家在通關後，從其他角色的視角來遊玩全新場景，以及作出全新的選擇與決定。2022年9月28日，萬代南夢宮娛樂宣佈推出免費更新，改良和新增多項功能，以及新增全新章節「淹沒」（Flooded），為遊戲的劇情高潮引入全新的玩法和死法。此外，遊戲也支援PlayStation 5和Xbox Series X/S。2023年5月4日，萬代南夢宮娛樂宣佈遊戲登陸任天堂Switch平台。

## 評價
| 汇总媒体             | 得分                                |
| -------------------- | ----------------------------------- |
| Metacritic           | PC：75/100 PS4：69/100 XONE：69/100 |
| OpenCritic（推荐率） | 45%                                 |

| 媒体             | 得分   |
| ---------------- | ------ |
| Adventure Gamers | [ 10 ] |
| Destructoid      | 7/10   |
| Game Informer    | 7/10   |
| GamesRadar+      | [ 59 ] |
| GameSpot         | 6/10   |
| IGN              | 7/10   |
| PC Gamer美国     | 81/100 |
| Shacknews        | 6/10   |
| VentureBeat      | 88/100 |
| VG247            | [ 65 ] |

《黑相集：棉蘭號》得到褒貶不一的評價。匯總媒體Metacritic根據25條評論給予遊戲Microsoft Windows版本75分，根據74條評論給予PlayStation 4版本69分，另根據22條評論給予Xbox One版本69分。匯總媒體OpenCritic則收錄129份評測，推薦率為45%。威爾·博格（Will Borger）在GamingBolt上撰文，稱遊戲時長雖然短於《直到黎明》，但故事和角色有趣，合作模式很棒，重玩價值亦高，只是不滿於遊戲的固定視角和坦克式控制。IGN刊登露茜·奧布萊恩的評論，她稱有別於Supermassive Games上一部優秀恐怖遊戲《直到黎明》，本作嚴肅而陰森，卻又缺乏前者那種裝模作樣的魅力，但整體上它仍然能夠為玩家帶來一場令人不安的恐怖冒險。《Game Informer》的安德鲁·雷纳則稱，儘管本作沒有像《直到黎明》那樣成功，在玩家互動和敘事方面更是一大退步，但它仍然為玩家提供驚心動魄的恐怖體驗，重玩價值中高。
評論家對遊戲劇情的看法不一。博格讚賞遊戲劇情，認為它是個精彩絕倫、演技精湛的鬼故事。GamesRadar+的里昂·赫爾利稱整體劇情很棒，遊戲達到高潮時會出現大量令人恐懼和緊張的場景，但指遊戲前奏略顯冗長，結局則草率得令人震驚又失望。GameSpot的直指遊戲劇情薄弱，存在着情節漏洞和人物矛盾，而且遊戲開頭部分速度緩慢，更會影響玩家重玩的意欲。Polygon的奧斯汀·高斯林（Austen Goslin）認為，雖然角色的人物關係細膩而充實，但整體劇情未有充分應用幽靈船的設定，反而過度聚焦在綁架者身上，以致幽靈船淪為佈景，甚至最後給出的「幽靈船真相」也令人失望。《Hardcore Gamer》的把《直到黎明》與本作對比，稱前者劇情連貫，轉折位精彩，甚至在令人滿意的高潮位結束；本作劇情雖然具備大部分的元素，但團隊似乎未能把它們揉合，甚至出現情節上的漏洞，令故事情節平淡無奇、結構糟糕。Adventure Gamers的帕斯卡·特凱亞看法與和大致相同，稱結局平淡無奇，玩家重玩時幾乎不會被嚇怕，重玩價值不高。
評論家對核心玩法有褒有貶。《Hardcore Gamer》、DualShockers、RPG Site的評論均指本作的遊戲玩法與《直到黎明》如出一轍，變化輕微。直言，本作的核心玩法與《直到黎明》相同，讓人感覺是「厚顏無恥的剪貼」。然而，由於《直到黎明》的玩法十分優秀，開發團隊在稍作調整後套用，使得本作容易上手，因此他感到滿意。DualShockers的克里斯·康本迪奧（Chris Compendio）指出，由於本作時長較短，事實上套用同一玩法可以增加本作的重玩價值。但是，RPG Site的喬治·福斯特（George Foster）直言，玩法相似會讓玩家覺得本作缺乏原創。針對快速反應事件，《PC Gamer》的和Rock, Paper, Shotgun的辛·維加一致批評設計不當。維加指出，部分快速反應事件要求玩家按下特定按鈕，部分則要玩家反覆敲擊特定按鈕，由於兩種方式極為相近，玩家或會感到困惑，一旦混淆更會破壞遊戲高潮。篝火營地的評論則指遊戲內可供探查的部分偏少，互動元素重覆性高。
針對氣氛營造，評論家各有意見。奧布萊恩稱本作在營造緊張氣氛方面做得很好，而且經常會有突如其來的驚嚇，但卻缺乏《直到黎明》的特色。雷纳稱遊戲的恐怖效果做得很好，氛圍始終令人毛骨悚然，開發團隊更不時透過突發驚嚇來讓玩家保持警惕。福斯特則稱，開發團隊透過令人不安的場景，配搭固定視角鏡頭，成功營造緊張氣氛，而團隊在製作驚嚇場景方面做得非常出色，即使重玩依然會被嚇倒。不過，GameSpot、Shacknews、The Gamer的評論均認為本作過度依賴突發驚嚇。直指此舉降低了恐怖體驗的層次，遊戲所採用的恐怖套路也老套且缺乏創意。在Shacknews發表評論，宣稱遊戲大部分的緊張感都是源於突發驚嚇，幽靈船場景反而沒有想像中那麼恐怖。他又指緊張刺激的恐佈場景經常被沉浸感不足的配音所打斷，以致玩家未能在心中建構出同樣的恐懼。康本迪奧稱遊戲恐怖情節低階，甚至稱它的基調只是B級片水平。
多人模式獲得眾評論家讚賞。宣稱多人模式是體驗遊戲的最佳方式，雖然遊戲故事情節薄弱，但在進入多人模式後，玩家便能夠共同譜寫獨屬於他們的故事，甚至「遊戲中的許多問題都不再是什麼大問題了」。奧布萊恩認為，多人模式配合「道德羅盤」系統，會讓重玩時的遊戲體驗變得極具吸引。福斯特則指，多人模式與遊戲的死亡系統完美結合，為遊戲增添另一個層次。康本迪奧讚揚兩種合作模式在總體上實施得很好，玩家扮演單一角色在場景獨自探索，以完全不同的角度看待問題，作出會相互影響的決定，令人着迷。但他抱怨，在「電影之夜」中，遊戲的操控教學只有首名玩家能體驗，此舉有機會令休閒玩家和很少接觸電子遊戲的人在操縱上遇到困難。Game Rant的稱，多人模式讓本作不再是恐怖遊戲，而更像派對遊戲，又指此功能為遊戲增添重玩價值。

### 獎項與提名
| 年份 | 獎項                 | 類別             | 獲提名者    | 結果 | 來源          |
| ---- | -------------------- | ---------------- | ----------- | ---- | ------------- |
| 2019 | 獨立遊戲開發者協會獎 | 最佳動作冒險遊戲 | 《棉蘭號》  | 獲獎 | [ 72 ]        |
| 2019 | 獨立遊戲開發者協會獎 | 最佳音效設計     | 《棉蘭號》  | 提名 | [ 72 ]        |
| 2019 | 獨立遊戲開發者協會獎 | 創意獎           | 《棉蘭號》  | 提名 | [ 72 ]        |
| 2019 | 獨立遊戲開發者協會獎 | 最佳社群遊戲     | 《棉蘭號》  | 獲獎 | [ 72 ]        |
| 2019 | 金摇杆奖             | 最佳多人遊戲     | 《棉蘭號》  | 提名 | [ 73 ]        |
| 2020 | NAVGTR奖             | 傑出動畫，藝術   | 《棉蘭號》  | 提名 | [ 74 ]        |
| 2020 | NAVGTR奖             | 傑出引擎鏡頭設計 | 《棉蘭號》  | 提名 | [ 74 ]        |
| 2020 | NAVGTR奖             | 傑出影像指導     | 《棉蘭號》  | 提名 | [ 74 ]        |
| 2020 | NAVGTR奖             | 傑出光照，材質   | 《棉蘭號》  | 提名 | [ 74 ]        |
| 2020 | 獎                   | 年度視覺創新獎   | 《棉蘭號》  | 提名 | [ 75 ] [ 76 ] |
| 2020 | 獎                   | 年度敘事創新獎   | 《棉蘭號》  | 獲獎 | [ 75 ] [ 76 ] |
| 2020 | 第16屆英國學院遊戲獎 | 最佳配角演出獎   | 阿伊莎·伊薩 | 提名 | [ 77 ]        |

## 續作
玩家通關後，遊戲便會播放系列第二部作品《稀望鎮》的宣傳影片。《稀望鎮》於2020年10月30日登陸Microsoft Windows、PlayStation 4、Xbox One平台。

## 外部連結
- 官方網站（英文）